# Rudolph Lewis
Rudolph Ludewyk Lewis (født 12. juli 1887, død 29. oktober 1933) var en sydafrikansk cykelrytter som deltog i OL 1912 i Stockholm.
Lewis blev olympisk mester i cykling under OL 1912 i Stockholm. Han vandt i disciplinen landevejsløb.